# Grizlov
Grizlov je priimek več oseb:
- Antolij Aleksejevič Grizlov, sovjetski general
- Boris Vjačeslavovič Grizlov, ruski politik